# Neolucanus marginatus dohertyi
Neolucanus marginatus dohertyi es una subespecie de coleóptero de la familia Lucanidae.

## Distribución geográfica
Habita en Birmania y Vietnam.